# Gregory Musel
Gregory Musel (* 6. Juli 1990 in Wien)  ist ein ehemaliger österreichischer Handballspieler.

## Karriere
Musel begann im Jahr 2000 Schulhandball zu spielen, bereits ein Jahr später spielte er in der Jugendabteilung von WAT Fünfhaus. In seiner Jugend wurde der Rechtshänder auch wiederholt ins Junioren-Nationalteam einberufen. Ab 2007 war der 188 cm große und 86 kg schwere Torhüter für die SG Handball West Wien in der Handball Liga Austria aktiv. Für die Saison 2015/16 wurde der Wiener innerhalb der HLA an Union Leoben verliehen. Im Juli 2016 wechselte Musel zum UHK Krems. In der Saison 2018/19 wurde der Torwart mit den Niederösterreichern sowohl Österreichischer Meister als auch Österreichischer Pokalsieger. 2020 beendete Musel seine Karriere.

## Erfolge
- Österreichischer Meister 2018/19
- Österreichischer Pokalsieger 2018/19